# Moutabea
Genre
Moutabea est un genre néotropical de plantes à fleurs de la famille des Polygalaceae comprenant environ 10 espèces. Il a été décrit pour la première fois en Guyane en 1775 par Aublet avec l'espèce Moutabea guianensis Aubl..

## Description
Ce sont des arbres, des arbustes ou des lianes érigées ou volubiles. Ses feuilles sont alternes, pétiolées et généralement glabres. Ses fleurs zygomorphes sont blanches ou jaunes et comportent 5 pétales sub-égaux et 5 sépales égaux. Ses 8 étamines sont organisées en 2 groupes de 4. Son ovaire comporte généralement 4 loges (parfois 2 à 5). La baie qu'il produit est comestible, globuleuse et indéhiscente et contient 2 à 5 graines,.

## Liste d'espèces
Selon The Plant List :
- Moutabea acostae Roem.
- Moutabea aculeata (Ruiz
- Moutabea angustifolia Huber
- Moutabea arianiae Jans.-Jac.
- Moutabea chodatiana Huber
- Moutabea dibotrya Mart.
- Moutabea excoriata Mart.
- Moutabea gentryi T.
- Moutabea guianensis Aubl.
- Moutabea silvatica Taub.